# SummerSlam 2021
SummerSlam (2021) was de 34ste professioneel worstel-pay-per-view (PPV) en WWE Network evenement van SummerSlam dat georganiseerd werd door WWE voor hun Raw en SmackDown brands. Het evenement vond plaats op 21 augustus 2021 in het Allegiant Stadium in Paradise, Las Vegas, Nevada. Het was de eerste keer dat SummerSlam gehouden werd op een zaterdag.
Het evenement zag de verrassende terugkeer van Becky Lynch, die sinds mei 2020 voor het laatst verscheen in WWE en de terugkeer van Brock Lesnar, die voor het laatst verscheen in april 2020 bij het evenement WrestleMania 36.

## Productie

### Achtergrond
Er gingen geruchten rond dat SummerSlam gehouden zou worden in het Allegiant Stadium, hoewel dit echter nog niet bevestigd was door WWE. Op 5 juni 2021, bevestigde WWE, tijdens de 2021 Belmont Stakes', uiteindelijk dat het evenement uiteindelijk gehouden wordt in het Allegiant Stadium. Kaartjes gingen op sale op 18 juni 2021. Dit is het tweede evenement van SummerSlam dat gehouden wordt in een stadion sinds 1992, die gehouden werd in het Wembley Stadium.

### Bokswedstrijd
SummerSlam werd gehouden op dezelfde avond als de bokswedstrijd Manny Pacquiao vs. Yordenis Ugás, die zal plaats vond in de nabijgelegen T-Mobile Arena. WWE was van plan SummerSlam te laten eindigen vóór het hoofdevenement van de kaart, zodat degenen die aanwezig waren in het stadion zijn genoeg tijd hadden om op tijd van Allegiant Stadium naar T-Mobile Arena te reizen voor het gevecht en om tegenprogrammering te voorkomen voor PPV-kijkers die beide shows hadden besteld.

### COVID-19-protocollen
Nu het aantal gevallen van COVID-19 afneemt als gevolg van vaccinaties in de Verenigde Staten en de meeste etablissementen de pandemische protocollen opheffen, hervatte WWE medio juli het live-toeren, met shows met volle capaciteit aan bezoekers in arena's en stadions. Kort daarna begonnen echter de gevallen van COVID-19 weer toe te nemen door de opkomst van het Delta-variant van het virus. Op 4 augustus 2021, brachten het Allegiant Stadium en Ticketmaster officiële verklaringen uit dat alle bezoekers aan SummerSlam, ongeacht de vaccinatiestatus, tijdens het evenement maskers zouden moeten dragen. Er zijn geen andere protocollen aangekondigd met SummerSlam gepland om door te gaan zoals gepland met een volledig publiek, waarbij WWE al meer dan 44.000 tickets voor het evenement heeft verkocht.

### Verhaallijnen
Nadat Roman Reigns succesvol zijn Universal Championship had verdedigd bij het evenement Money in the Bank, verklaarde Reigns dat iedereen hem "erkende". Daarna keerde John Cena verrassend terug naar WWE, die voor het laatst worstelde bij het evenement WrestleMania 36 in april 2020. Cena had een korte blik met Reigns voordat hij zijn kenmerkende "You Can't See Me"-bespotting op Reigns uitvoerde. Cena kon niet wachten voor een aflevering van SmackDown en maakte meteen een verschijning op de aflevering van Raw, na Money in the Bank en verklaarde dat hij Reigns op zijn plaats wou zetten. Daarna daagde hij ReiGNS uit voor het Universal Championship op SummerSlam. Op de aflevering van SmackDown op 23 juli 2021, confronteerde Cena Reigns, maar Reigns accepteerde Cena's uitdaging niet en accepteerde de uitdaging van Finn Bálor. De week erna, probeerde Bálor het contract te tekenen voor de wedstrijd, maar werd aangevallen door Baron Corbin, die ook het contract probeerde te tekenen. Hoewel, echter, Cena tevoorschijn kwam, Corbijn aanviel en het contract tekende, waarmee de wedstrijd tussen Cena en Reigns voor het Universal Championship officieel is geboekt.
Bij het evenement Money in the Bank, won Nikki A.S.H. het Women's Money in the Bank ladder match, het verdienen van een contract voor een vrouwelijk kampioenschapswedstrijd van haar keuze op elk moment, terwijl later die avond, Charlotte Flair Rhea Ripley versloeg om het Raw Women's Championship te winnen. De volgende avond op Raw, verdedigde Flair de titel tegen Ripley in een herkansingswedstrijd. Flair werd echter gediskwalificeerd, na het slaan van Ripley met de titelriem, dus Ripley won de wedstrijd, maar niet het kampioenschap. Ripley en Flair kregen toen ruzie en Ripley voerde haar afwerkingsbeweging uit op Flair bij het ringoppervlak. Nikki maakte een verschijning en verzilverde haar Money in the Bank-contract op Flair om het Raw Women's Championship te winnen. De week daarop daagden Flair en Ripley hun claim uit om Nikki uit te dagen voor de titel bij het evenement SummerSlam. WWE-functionarissen Adam Pearce en Sonya Deville hebben de kwestie opgelost door Nikki in te plannen om het kampioenschap te verdedigen tegen Flair en Ripley in een triple threat wedstrijd bij SummereSlam.
Na zijn Bobby Lashley's dominante overwinning bij Money in the Bank, hield Lashley (met MVP) een open uitdaging voor het WWE Championship op de aflevering van Raw, na Money in the Bank. De uitdaging werd geaccepteerd door een terugkerende Keith Lee, die sinds februari inactief was vanwege een blessure. Nadat Lashley Lee had verslagen, werden Lashley en MVP geconfronteerd door WWE Hall of Famer Goldberg, die voor het eerst sinds de Royal Rumble in januari verscheen. Goldberg verklaarde dat hij Lashley's volgende uitdager voor de titel zou zijn. De week daarop wees Lashley de uitdaging van Goldberg echter af. In de aflevering van Raw op 2 augustus 2021, verscheen Goldberg en confronteerde de kampioen, waarin hij verklaarde dat hij Lashley zou verslaan voor de titel. De wedstrijd werd vervolgens bevestigd voor het evenement SummerSlam.
Op de eerste avond van het evenement WrestleMania 37, won Bianca Belair het SmackDown Women's Championship door een overwinning op Sasha Banks. In de aflevering van SmackDown op 30 juli 2021, hebben zowel Carmella als Zelina Vega hun claim ingezet om Belair uit te dagen voor de titel. De twee vielen vervolgens Belair aan, die werd gered door Banks en verscheen voor het eerst sinds de SmackDown na WrestleMania. Banks en Belair sloegen de handen ineen en versloegen Carmella en Vega in een tag team wedstrijd. Na de wedstrijd, viel Banks Belair echter van achteren in een hinderlaag, waardoor zij heel (NB: jargon; slechterik) keerde. De daaropvolgende week daagde Banks Belair uit voor een wedstrijd voor het SmackDown Women's Championship voor het evenement SummerSlam, wat Belair accepteerde.

## Matches
| Nr. | Match                                                              | Winnaar(s)           | Opmerkingen                                                                                                 | Bron   |
| --- | ------------------------------------------------------------------ | -------------------- | --- | ------ |
| 1P  | Big E vs. Baron Corbin                                             | Big E                | Een-op-een match.                                                                                           | [ 32 ] |
| 2   | RK-Bro (Randy Orton & Riddle) vs. AJ Styles & Omos (c)             | RK-Bro (nc)          | Tag team match voor het WWE Raw Tag Team Championship.                                                      | [ 32 ] |
| 3   | Alexa Bliss vs. Eva Marie (met Doudrop)                            | Alexa Bliss          | Een-op-een match.                                                                                           | [ 32 ] |
| 4   | Damian Priest vs. Sheamus (c)                                      | Damian Priest (nc)   | Een-op-een match voor het WWE U.S. Championship.                                                            | [ 32 ] |
| 5   | The Usos (Jimmy & Jey Uso) (c) vs. Rey Mysterio & Dominik Mysterio | The Usos             | Tag team match voor het WWE SmackDown Tag Team Championship.                                                | [ 32 ] |
| 6   | Becky Lynch vs. Bianca Belair (c)                                  | Becky Lynch (nc)     | Een-op-een match voor het WWE SmackDown Women's Championship.                                               | [ 32 ] |
| 7   | Drew McIntyre vs. Jinder Mahal                                     | Drew McIntyre        | Een-op-een match. Veer en Shanky werden verbannen om de ring heen.                                          | [ 32 ] |
| 8   | Charlotte Flair vs. Nikki A.S.H. (c) vs. Rhea Ripley               | Charlotte Flair (nc) | Triple Threat match voor het WWE Raw Women's Championship.                                                  | [ 32 ] |
| 9   | Edge vs. Seth Rollins                                              | Edge                 | Een-op-een match. Edge won door submission.                                                                 | [ 32 ] |
| 10  | Bobby Lashley (c) (met MVP) vs. Goldberg                           | Bobby Lashley        | Een-op-een match voor het WWE Championship.                                                                 | [ 32 ] |
| 11  | Roman Reigns (c) (met Paul Heyman) vs. John Cena                   | Roman Reigns         | Een-op-een match voor het WWE Universal Championship. Als Reigns had verloren, zou hij WWE hebben verlaten. | [ 32 ] |